# Hélène Brion

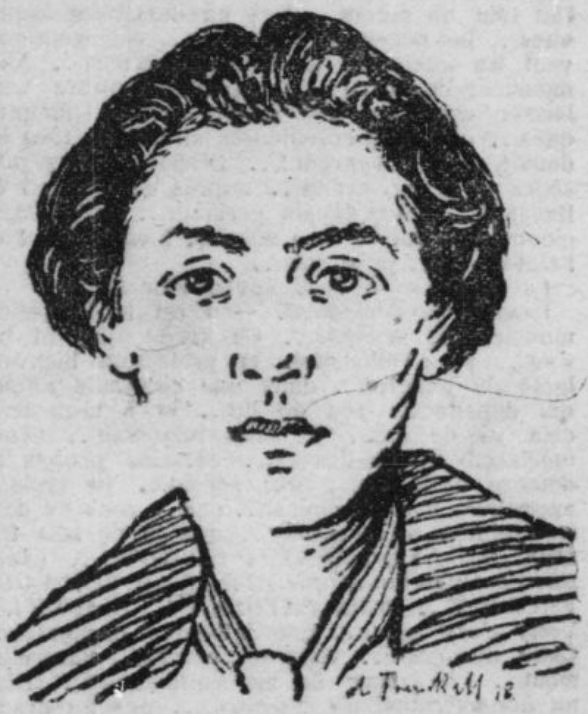
Hélène Brion, La Vague vom 28. März 1918

Hélène Brion (* 27. Januar 1882 in Clermont-Ferrand; † 31. August 1962 in Ennery) war eine französische Lehrerin, Feministin, Pazifistin und Gewerkschafterin.

## Leben

### Anfänge
Hélène Brion wurde nach der Scheidung ihrer Eltern im Jahr 1892 zehnjährig von ihrer Großmutter väterlicherseits in Authe in den Ardennen aufgenommen. 1894 trat sie in die höhere Mädchengrundschule Sophie-Germain in Paris ein und erwarb 1900 das brevet supérieur. Ihre Mutter starb 1900 und ihr Vater kurz darauf, 1902. Brion blieb unverheiratet, hatte aber zwei Kinder.
1905 bestand sie die Prüfung für Hilfslehrer und wurde Lehrerin. Sie trat dem Syndicat national des instituteurs  (Nationale Gewerkschaft der Lehrer) sowie der Section française de l’Internationale ouvrière (SFIO) bei. Sie engagierte sich auch in zahlreichen feministischen Organisationen wie Le Suffrage des femmes (Das Frauenwahlrecht), Union fraternelle des Femmes (Geschwisterliche Vereinigung der Frauen), Fédération féminine universitaire (Akademischer Frauenverband), Ligue pour le droit des femmes (Liga für das Recht der Frauen), Union française pour le suffrage des femmes und Ligue nationale du vote (Nationale Abstimmungsliga). Sie setzte sich dafür ein, dass die Rechte für Frauen sowohl am Arbeitsplatz als auch zu Hause anerkannt werden sollten. Zu dieser Zeit hatte eine Frau nämlich keine politischen Rechte, konnte nicht Vormund ihrer eigenen Kinder sein und wurde in der Arbeitswelt unterbezahlt. 1907 verbot die Internationale Sozialistische Konferenz von Stuttgart sozialistischen Frauen die Zusammenarbeit mit „bürgerlichen“ Feministinnen. Brion, Marthe Bigot und Madeleine Pelletier widersetzten sich dieser Entscheidung.
1911 wurde Hélène Brion an der Vorschule in Pantin angestellt. Im Jahr 1912 wurde sie in den Föderationsrat der Lehrervertretung gewählt und wurde 1914 deren stellvertretende Sekretärin. Wegen des Krieges und der Mobilisierung wurde das Büro verkleinert und Hélène Brion wurde kommissarische Generalsekretärin. Sie trat auch dem Konföderationsausschuss der Gewerkschaft CGT bei.
Zu Beginn des Krieges akzeptierte Brion die Union sacrée, bei der die Gewerkschaften nicht gegen den Krieg arbeiteten. Sie eröffnete eine Suppenküche in Pantin. Viele Lehrer wurden mobilisiert und andere unterstützten die Kriegsanstrengungen, aber später entwickelte sich unter ihnen eine starke pazifistische Bewegung. Marie Mayoux berief im Juni 1915 eine pazifistische Versammlung im Gewerkschaftsbüro ein. Am 15. August 1915 wurde auf dem nationalen Kongress der CGT auf Initiative von Albert Bourderon und Alphonse Merrheim auf dem nationalen Kongress der CGT eine pazifistische Resolution vorgelegt und von mehreren Aktivisten der Lehrergewerkschaft unterzeichnet, darunter Louis Bouët, Fernand Loriot, Marie Guillot, Marie Mayoux, Marthe Bigot und Hélène Brion. In der Resolution hieß es: „Dieser Krieg ist nicht unser Krieg“, und die Verantwortung wurde den Führern der kriegführenden Staaten zugeschoben. Die Resolution verurteilte die Union sacrée und forderte die Wiederherstellung der Freiheit.
Brion wurde Mitglied der französischen Sektion des Comité international des femmes pour la paix permanente (Internationales Frauenkomitee für einen dauerhaften Frieden) unter der Leitung von Gabrielle Duchêne. Von der französischen Polizei daran gehindert, konnte sie 1915 weder an der Pazifistenkonferenz in Zimmerwald noch an der Konferenz in Kiental teilnehmen, korrespondierte aber in Briefen zu diesem Thema. Diese Briefe wurden von der Polizei abgefangen und dienten als Grundlage für die Anklage gegen sie nach Kriegsende. Sie veröffentlichte auch pazifistische Manifeste und schickte am 23. Oktober 1916 einen Brief an das Comité pour la reprise des relations internationales (Komitee für die Wiederaufnahme der internationalen Beziehungen), ein pazifistisches Komitee unter der Leitung von Alphonse Merrheim, dessen Mitglied sie war.
1917 gründeten Louise Bodin und Colette Reynaud die Zeitschrift La Voix des femmes, zu der die wichtigsten Feministinnen, darunter Nelly Roussel und Hélène Brion, beitrugen. Die erste Ausgabe von La Voix des Femmes erschien am 31. August 1917.

### Verurteilung

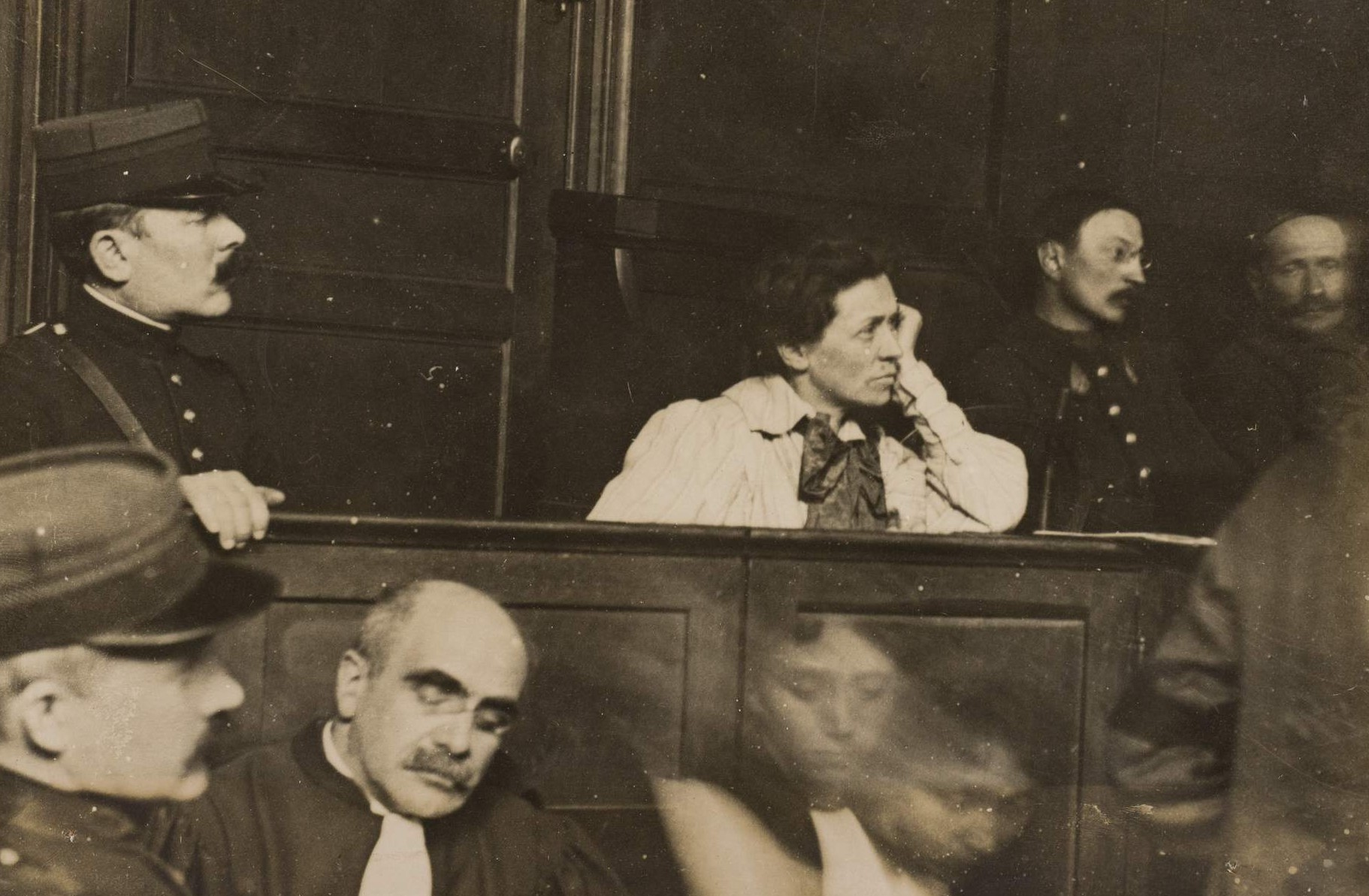
Hélène Brion vor Gericht

In einem Polizeibericht aus dem Jahr 1917 wurde „die Aktivistin Hélène Brion, Lehrerin an einer öffentlichen Schule in Pantin, Generalsekretärin der Fédération Nationale des instituteurs et institutrices publics (Nationale Föderation der Lehrer und Lehrerinnen an öffentlichen Schulen), Mitglied des Comité pour la reprise des relations internationales und Mitglied des Comité de défense syndicaliste (Gewerkschaftsverteidigungskomitee)“ beschrieben. Zu ihren Korrespondenten zählte der russische Journalist Leo Trotzki. Der Reporter beschrieb ein Treffen von Gewerkschaftern und Anarchisten, bei dem etwa 40 Frauen anwesend waren, von denen etwa die Hälfte aus der russisch-polnischen Kolonie stammte. Einige von ihnen gehörten zu den sozialistischen Frauen von Louise Saumoneau und zu den Lehrerinnen von Hélène Brion, die übrigen waren militante Sozialistinnen oder französische Gewerkschafterinnen.
Am 26. Juli 1917 wurde ihre Wohnung durchsucht und am 27. Juli wurde sie von ihrem zuständigen Ministerium ohne Gehalt suspendiert. Im November 1917, kurz nachdem Georges Clemenceau Ratspräsident geworden war, wurde sie wegen defätistischer Propaganda festgenommen und in das Frauengefängnis Saint-Lazare gebracht. Dort wurde sie von den damaligen Zeitungen wie Le Matin einer Schmutzkampagne unterzogen. Man hielt sie für anormal, weil sie Männerkleidung getragen, mit Soldaten, Munitionsherstellern und deutschen Gefangenen korrespondiert, seltsame Personen versteckt, Russland besucht und an der Konferenz in Zimmerwald teilgenommen haben sollte. Sie wurde beschuldigt, eine Anarchistin und Anhängerin der Bonnet rouge (Die rote Mütze) zu sein. Le Petit Parisien verdächtigte sie, Geld aus Deutschland erhalten zu haben, um ihre pazifistische Kampagne zu organisieren.
Brion verteidigte sich:

« Die Anklage behauptet, dass ich unter dem Deckmantel des Feminismus Pazifismus betreibe. Sie verdreht meine Propaganda für ihre Zwecke: Ich behaupte, dass das Gegenteil der Fall ist ... Ich bin eine Feindin des Krieges, weil ich Feministin bin; der Krieg ist der Triumph der brutalen Kraft, der Feminismus kann nur durch moralische Kraft und intellektuellen Wert triumphieren. Es gibt einen Widerspruch zwischen den beiden. »

Brion war die erste Frau in Frankreich, die während des Ersten Weltkriegs vor ein Militärgericht gestellt wurde. Ihr Prozess wurde zu einem Fall, der für großes Aufsehen sorgte und über den auf den Titelseiten der nationalen Zeitungen berichtet wurde. Der Prozess fand im März 1918 statt. Die Anklage basierte auf einem Gesetz vom 5. August 1914, das Veröffentlichungen verbot, die dem Feind Informationen liefern oder einen schlechten Einfluss auf die Armee und die Bevölkerung ausüben würden. Brion wurde zusammen mit Mouflard angeklagt, einem Soldaten, der ihr Patenkind war und der verdächtigt wurde, an der Front pazifistische Propaganda verbreitet zu haben.
Vom 25. bis 31. März 1918 stand sie vor dem Kriegsrat. Sie argumentierte vor allem für den Feminismus und wies darauf hin, dass sie, da ihr die politischen Rechte entzogen wurden, nicht für ein politisches Vergehen verfolgt werden könne. Sie erklärte unter anderem:

« Ich stehe hier wegen eines politischen Vergehens vor Gericht. Aber ich habe keine politischen Rechte. Das Gesetz sollte logisch sein und meine Existenz ignorieren, wenn es um Strafen geht, so wie es meine Existenz ignoriert, wenn es um Rechte geht. Ich protestiere gegen diese Unlogik. »

Sie wurde von der Anwältin Agathe Dyvrande-Thévenin verteidigt und von den Leumundszeugen Jean Longuet, Jeanne Mélin, Marguerite Durand und der Journalistin Séverine unterstützt, die den Prozess zur Darstellung des Pazifismus und Feminismus nutzten.
Sie wurde zu einer dreijährigen Haftstrafe auf Bewährung verurteilt (Mouflard erhielt drei Monate). Mit Wirkung vom 17. November 1917 wurde sie aus dem Schuldienst entlassen. Erst sieben Jahre später (im Januar 1925) wurde sie unter der Regierung des Cartel des gauches wieder in den Schuldienst aufgenommen.

## Nach dem Krieg
Nach dem Krieg zog sich Hélène Brion von der Gewerkschaftsbewegung zurück. Sie gab ihren Posten als Generalsekretärin des Union nationale des syndicats de l’Éducation nationale CGT (Nationale Union der Gewerkschaften des Bildungswesens CGT) auf. Von Februar 1919 bis Oktober 1921 gab sie die Zeitschrift La Lutte Feministe heraus, das „einzige und streng unabhängige Organ des integralen Feminismus“. Im Februar 1920 gründete sie zusammen mit Maurice Foulon die Volkshochschule von Pantin. Da sie sich vom Kommunismus angezogen fühlte, unternahm sie in den Jahren 1920 bis 1922 mehrere Reisen nach Russland und trat auf dem Parteitag von Tours 1920 der neuen Kommunistischen Partei bei. Später beteiligte sie sich an der Oppositionsbewegung gegen die Bolschewisierung und verließ die KP Mitte der 1920er Jahre. Zu dieser Zeit stand sie der Zeitschrift La Révolution prolétarienne (Die proletarische Revolution) nahe.
Im Januar 1925 wurde sie wieder als Lehrerin an der École maternelle de la rue Candale in Pantin eingestellt. Dort arbeitete sie bis zum Beginn des Zweiten Weltkriegs.
Nach dem Krieg setzte sie ihre feministischen Aktivitäten fort. Sie war auch eine Anhängerin des Spiritismus. Sie starb am 31. August 1962 in der Klinik für Diätetik und Gerontologie in Ennery. Sie wurde auf dem Feld der Bedürftigen beerdigt und anschließend in eine dreißigjährige Gruft überführt, die von ihrem Cousin René Cholet bezahlt wurde.

## Nachlass und Ehrungen

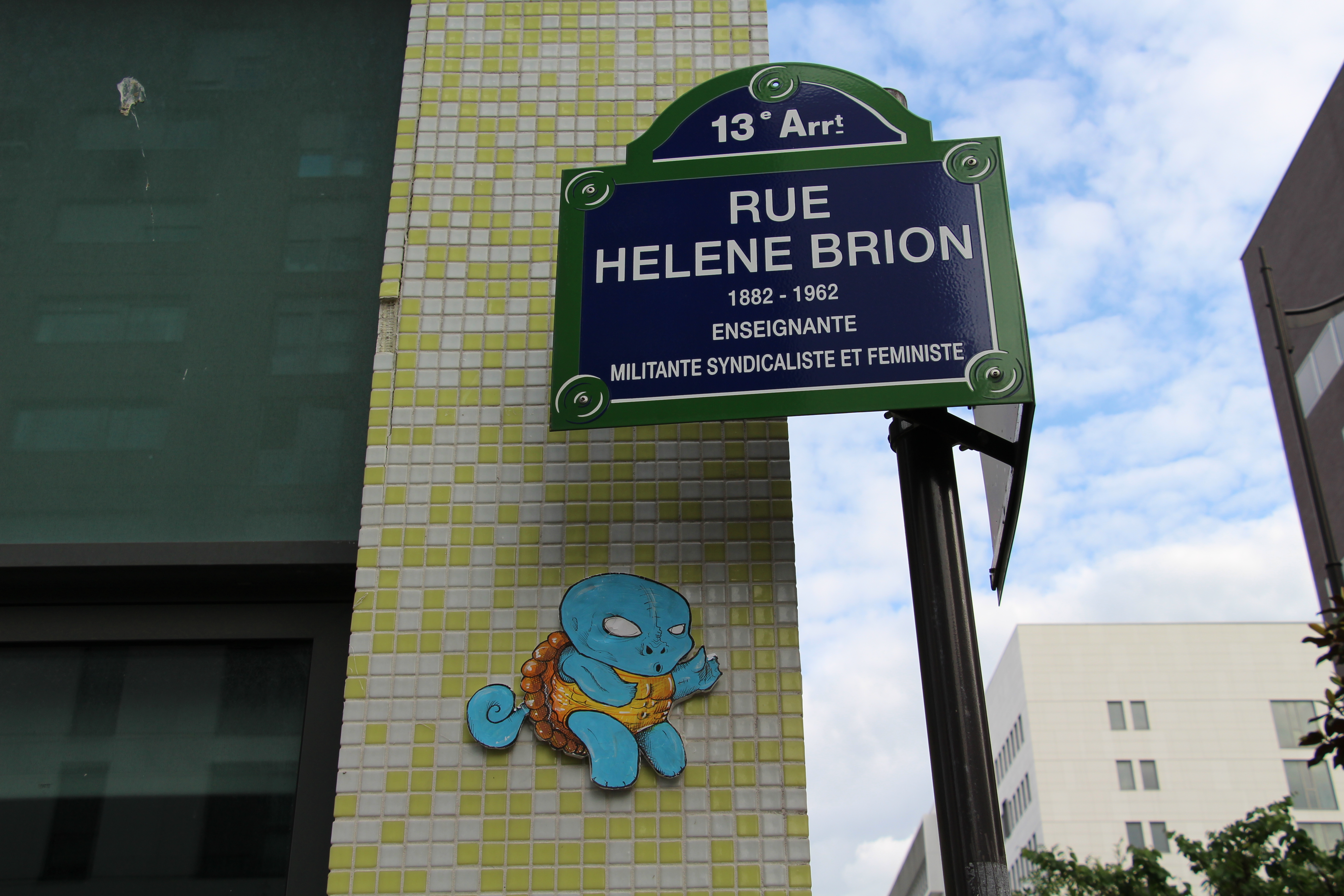
Rue Hélène Brion

Während ihres gesamten Lebens arbeitete sie an einer Großen Feministischen Enzyklopädie, in der sie biografische Notizen über alle Frauen zusammenstellen wollte, die sie für beispielhaft hielt, sei es aufgrund ihrer literarischen, wissenschaftlichen oder künstlerischen Aktivitäten oder ihrer Präsenz bei verschiedenen Ereignissen. Die sieben Bände dieser – noch immer unveröffentlichten – Enzyklopädie können in der Bibliothèque Marguerite-Durand im 13. Arrondissement von Paris eingesehen werden (Nachlass Hélène Brion).
Ihr Nachlass ist in den Archives nationales unter 14AS/183/1/A-14AS/183/4/F zu finden.
In Paris und Pantin sind Straßen nach ihr benannt.

## Werke
- Déclaration lue au premier conseil de guerre le 29 mars 1918 (Germinal, an 126 de la liberté et de l’égalité françaises), Société ouvrière d’imprimerie, 1918 (OCLC 40127300)
- La Voie féministe. Les partis d’avant-garde et le féminisme, L’Avenir social, 1918 (OCLC 493288476), neu Syros, 1978 (OCLC 417600156)
- Texte von Hélène Brion in La Voie féministe auf der Seite von Marie-Victoire Louis[19]